# Остовное дерево

Пример решетчатого графа с 16 вершинами и один из вариантов выделения остовного дерева этого графа. Рёбра остовного дерева изображены утолщёнными синими линиями.

О́стовное де́рево графа (англ. Spanning tree) — это дерево, подграф данного графа, с тем же числом вершин, что и у исходного графа. Неформально говоря, остовное дерево получается из исходного графа удалением максимального числа рёбер, входящих в циклы, но без нарушения связности графа. Остовное дерево включает в себя все {\displaystyle n} вершин исходного графа и содержит {\displaystyle n-1} ребро.

## Определение
Остовное дерево — ациклический связный подграф данного связного неориентированного графа, в который входят все его вершины.
Понятие остовный лес неоднозначно, под ним могут понимать один из следующих подграфов:
- любой ациклический подграф, в который входят все вершины графа, но не обязательно связный;
- в несвязном графе — подграф, состоящий из объединения остовных деревьев для каждой его компоненты связности.

Остовное дерево также иногда называют покрывающим деревом, остовом или скелетом графа. Ударение в слове «остовный» у разных авторов указывается на первый (от слова о́стов) или на второй слог.

## Свойства
- Любое остовное дерево в графе с {\displaystyle n} вершинами содержит ровно {\displaystyle n-1} ребро.
- Число остовных деревьев в полном графе на {\displaystyle n} вершинах равно {\displaystyle n^{n-2};} это утверждение называется формулой Кэли[1]:
- Число остовных деревьев в полном двудольном графе {\displaystyle K_{m,n}} равно {\displaystyle m^{n-1}\cdot n^{m-1}.}
- В общем случае, число остовных деревьев в произвольном графе может быть вычислено при помощи так называемой матричной теоремы о деревьях.
- Пусть {\displaystyle \rho } есть ребро в графе {\displaystyle \Gamma .} Обозначим через {\displaystyle \Gamma \backslash \rho } граф, полученный из {\displaystyle \Gamma } выбрасыванием ребра {\displaystyle \rho ,} и через {\displaystyle \Gamma /\rho } граф, полученный из {\displaystyle \Gamma } стягиванием ребра {\displaystyle \rho } в точку. Если ребро {\displaystyle \rho } не является петлёй в {\displaystyle \Gamma ,} тогда выполняется следующее соотношение, называемое удаление-плюс-стягивание[2]:
{\displaystyle \tau (\Gamma )=\tau (\Gamma \backslash \rho )+\tau (\Gamma /\rho ),}

где {\displaystyle \tau (\Gamma )} обозначает число остовных деревьев в графе {\displaystyle \Gamma .}

## Алгоритмы
Остовное дерево может быть построено практически любым алгоритмом обхода графа, например поиском в глубину или поиском в ширину. Оно состоит из всех пар рёбер {\displaystyle (u,v),} таких, что алгоритм, просматривая вершину {\displaystyle u,} обнаруживает в её списке смежности новую, не обнаруженную ранее вершину {\displaystyle v.}
Остовные деревья, построенные при обходе графа из вершины {\displaystyle s} алгоритмом Дейкстры, обладают тем свойством, что кратчайший путь в графе из {\displaystyle s} до любой другой вершины — это (он же единственный) путь из {\displaystyle s} до этой вершины в построенном остовном дереве.
Существует также несколько параллельных и распределённых алгоритмов нахождения остовного дерева. Как практический пример распределённого алгоритма можно привести протокол STP.
Если каждому ребру графа присвоен вес (длина, стоимость и т. п.), то нахождением оптимального остовного дерева, которое минимизирует сумму весов входящих в него рёбер, занимаются многочисленные алгоритмы нахождения минимального остовного дерева.
Задача о нахождении остовного дерева, в котором степень каждой вершины не превышает некоторой наперёд заданной константы {\displaystyle k}, является NP-полной.
Выделение остовного дерева и подсчет числа удалённых рёбер в графах электрических цепей используется для вычисления количества независимых контуров при анализе электрической цепи методом контурных токов.